# Turbay T-3
Die Turbay T-3 war ein leichtes Transport- und Geschäftsreise-Flugzeug des argentinischen Herstellers Turbay S.A.

## Geschichte und Konstruktion
Im Jahr 1957 begann der argentinische Flugzeugkonstrukteur Alfredo Turbay mit der Entwicklung eines zweimotorigen leichten Transportflugzeugs. Im Jahre 1961 wurde die Turbay S.A. in Buenos Aires gegründet, um das neue Flugzeug zu bauen. Die T-3A war eine als Tiefdecker ausgelegte Metallkonstruktion und wurde durch zwei Lycoming-O-360-A1D-Vierzylinder-Boxermotoren mit je 130 kW angetrieben. Das Flugzeug verfügte über ein einziehbares Bugradfahrwerk und konnte außer dem Piloten noch sechs Passagiere befördern. Alfredo Turbay steuerte selbst die T-3A auf dem Erstflug am 8. Dezember 1964. Die Serienversion sollte mit zwei je 190 kW starken Motoren ausgestattet werden, um bessere Leistungen zu erzielen. Es kam jedoch zu keiner Serienfertigung.

## Varianten
T-3A
- Bezeichnung des Prototyps, angetrieben von zwei Lycoming-O-360-A1D-Vierzylinder-Boxermotoren mit je 130 kW

T-3B
- Bezeichnung der Serienversion, welche von zwei Motoren mit je 190 kW angetrieben werden sollte.

## Technische Daten
| Kenngröße             | Daten                                                          |
| --------------------- | -------------------------------------------------------------- |
| Besatzung             | 1                                                              |
| Passagiere            | 6                                                              |
| Länge                 | 9,40 m                                                         |
| Spannweite            | 13,52 m                                                        |
| Höhe                  | 3,60 m                                                         |
| Flügelfläche          | 24,08 m²                                                       |
| Flügelstreckung       | 7,6                                                            |
| Leermasse             | 1034 kg                                                        |
| max. Startmasse       | ? kg                                                           |
| Reisegeschwindigkeit  | 230 km/h                                                       |
| Höchstgeschwindigkeit | 318 km/h                                                       |
| Dienstgipfelhöhe      | 7600 m                                                         |
| Reichweite            | 2840 km                                                        |
| Triebwerke            | 2 × Lycoming-O-360-A1D-Vierzylinder-Boxermotoren mit je 130 kW |